# Ken Mangroelal

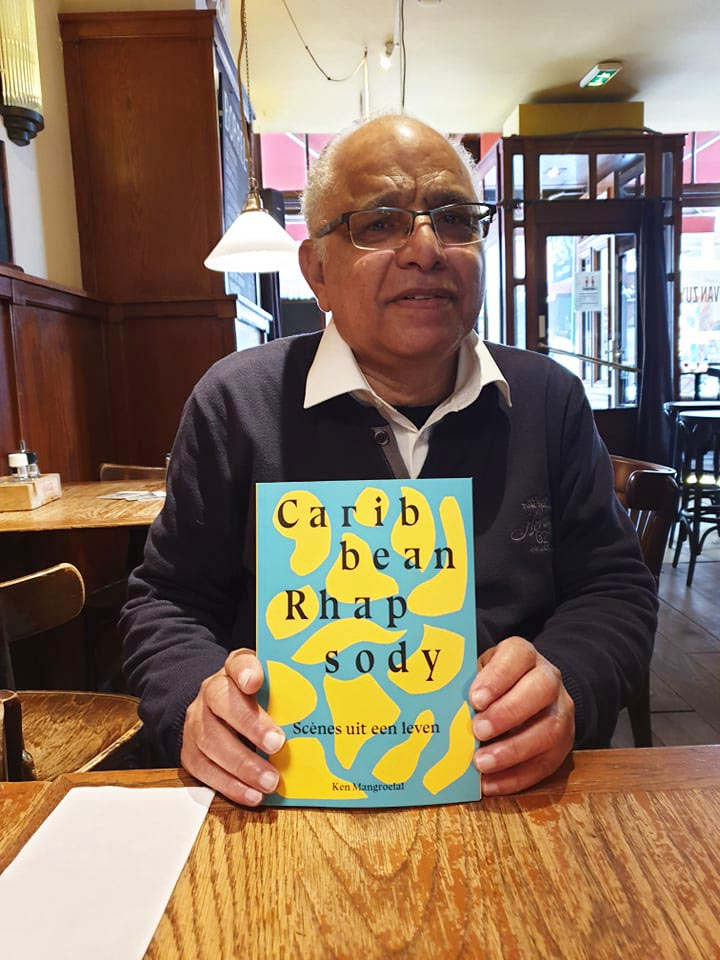
Ken Mangroelal

Ken Mangroelal (Aruba, 3 de julio de 1948) es un filósofo y escritor, nacido en Aruba de padres de  Surinam. Debutó en el mundo de las letras en 1978 con la novela Distance Call; brief aan een Surinaams Antilliaanse moeder (Llamada de larga distancia: carta a una madre de las Antillas de Surinam), que se imprimió en el tercer libro del mes de 1989 De oost, de west, de stilte voorbij. La novela examina la relación entre una madre y su hijo y la importancia del colonialismo sobre la identidad personal. El texto en prosa Discours van een kleinzoon (Discurso de un nieto) formó parte de la antología Sirito (1993), la historia "Helder zonder licht", por su parte, apareció en la antología Mama Sranan; 200 jaar Surinaamse verhaalkunst (1999).